# Ef (gruppo musicale)
Ef è un gruppo post-rock svedese originario di Göteborg. Utilizzando poco la voce, la loro musica si caratterizza per una grande varietà di strumenti.
Il loro primo album intitulato Give Me Beauty... Or Give Me Death esce a maggio 2006. Hanno fatto molte tournée in tutta l'Europa. A febbraio 2006, il gruppo pubblica il secondo album, I Am Responsible, seguito da una tournée attraverso i Paesi Bassi e la Germania a partire da marzo.
Il 21 marzo, il bassista Mikael Hillergård annuncia sul sito ufficiale di abbandonare il gruppo.

## Discografia
- Give Me Beauty... Or Give Me Death! (2006)
- Hello Scotland Remixed (EP) (2008)
- I Am Responsible (2008)
- Mourning Golden Morning (2010)
- Delusions of grandeur (2012)
- Ceremonies (2013)
- We salute you, you and you (2022)